# Samoa en los Juegos Olímpicos de Tokio 2020
Samoa estuvo representada en los Juegos Olímpicos de Tokio 2020 por ocho deportistas, siete hombres y una mujer, que compitieron en cinco deportes.
El portador de la bandera en la ceremonia de apertura fue el atleta Alex Rose. El equipo olímpico samoano no obtuvo ninguna medalla en estos Juegos.